# División de Honor de fútbol sala 2000-01
La temporada 2000-01 de División de Honor fue la 12.ª edición de la máxima competición de la Liga Nacional de Fútbol Sala española. Se disputó entre el 9 de septiembre de 2000 y el 23 de junio de 2001.
La liga empezó con 18 equipos y un sistema de liga basado en fase regular más fase final, en el que los ocho primeros disputarían el título de campeón. A su vez, el sistema de descenso cambió para reducir el campeonato a 16 equipos en 2001/02: los dos últimos bajaban directamente a División de Plata, mientras que las dos plazas restantes se disputaban entre los puestos 13 al 16 en un playoff. Antes de iniciarse la liga el CLM Talavera desapareció, ya que su propietario vendió la plaza al Café Candelas Lugo.
El campeón fue Playas de Castellón FS, que batió en la final al Valencia Vijusa en cuatro partidos.

## Campeonato

### Liga regular
| Puesto | Equipo                  | Ptos | J  | G  | E | P  | GF  | GC  | DG  | Nota                         |
| ------ | ----------------------- | ---- | -- | -- | - | -- | --- | --- | --- | ---------------------------- |
| 1      | Playas de Castellón     | 83   | 34 | 26 | 5 | 3  | 165 | 83  | +82 | Fase final                   |
| 2      | Valencia Vijusa         | 74   | 34 | 24 | 2 | 8  | 166 | 104 | +62 | Fase final                   |
| 3      | ElPozo Murcia           | 68   | 34 | 22 | 2 | 10 | 155 | 123 | +32 | Fase final                   |
| 4      | Antena 3 Boomerang      | 64   | 34 | 20 | 4 | 10 | 130 | 105 | +25 | Fase final                   |
| 5      | Forum Ourense FS        | 62   | 34 | 18 | 8 | 8  | 139 | 103 | +36 | Fase final                   |
| 6      | Caja Segovia FS         | 60   | 34 | 18 | 6 | 10 | 189 | 142 | +47 | Fase final                   |
| 7      | Café Dry Fiat Torrejón  | 56   | 34 | 17 | 5 | 12 | 173 | 150 | +23 | Fase final                   |
| 8      | Industrias García       | 48   | 34 | 15 | 3 | 16 | 123 | 151 | -28 | Fase final                   |
| 9      | Miró Martorell          | 48   | 34 | 15 | 3 | 16 | 140 | 138 | +2  |                              |
| 10     | F.S. Móstoles           | 45   | 34 | 13 | 6 | 15 | 143 | 148 | -5  |                              |
| 11     | GMI Cartagena           | 43   | 34 | 13 | 4 | 17 | 125 | 140 | -15 |                              |
| 12     | O Parrulo Ferrol        | 42   | 34 | 12 | 6 | 16 | 121 | 132 | -11 |                              |
| 13     | Foticos Zaragoza        | 40   | 34 | 13 | 1 | 20 | 133 | 160 | -27 | Descenso a División de Plata |
| 14     | Café Candelas Lugo      | 40   | 34 | 12 | 4 | 18 | 113 | 147 | -34 | Descenso a División de Plata |
| 15     | FC Barcelona            | 39   | 34 | 11 | 6 | 17 | 123 | 140 | -17 |                              |
| 16     | MRA Ingeteam Navarra    | 30   | 34 | 8  | 6 | 20 | 102 | 128 | -26 |                              |
| 17     | Caja San Fernando Jerez | 25   | 34 | 7  | 4 | 23 | 85  | 138 | -53 | Descenso a División de Plata |
| 18     | Dulma Astorga           | 13   | 34 | 4  | 1 | 29 | 89  | 182 | -93 | Descenso a División de Plata |

Ascienden a División de Honor 2001/02: Atlético Boadilla y Futbol Club Andorra.
Sistema de puntuación: Victoria = 3 puntos; Empate (E) = 1 punto; Derrota = 0 puntos

### Fase final
|  | Cuartos de final         | Cuartos de final    |                    |                       | Semifinales         | Semifinales         |  |                       | Final               | Final               |  |
|  | Mejor de 3 partidos      | Mejor de 3 partidos |                    |                       | Mejor de 3 partidos | Mejor de 3 partidos |  |                       | Mejor de 5 partidos | Mejor de 5 partidos |  |
|  |                          |                     |                    |                       |                     |                     |  |                       |                     |                     |  |
|  |                          |                     |                    |                       |                     |                     |  |                       |                     |                     |  |
|  | 1 Playas de Castellón    | 2                   |                    |                       |                     |                     |  |                       |                     |                     |  |
|  | 1 Playas de Castellón    | 2                   |                    |                       |                     |                     |  |                       |                     |                     |  |
|  | 8 Industrias García      | 0                   |                    |                       |                     |                     |  |                       |                     |                     |  |
|  | 8 Industrias García      | 0                   |                    | 1 Playas de Castellón | 2                   |                     |  |                       |                     |                     |  |
|  |                          |                     |                    | 1 Playas de Castellón | 2                   |                     |  |                       |                     |                     |  |
|  |                          |                     | 5 Airtel Boomerang | 1                     |                     |                     |  |                       |                     |                     |  |
|  | 4 Antena 3 Boomerang     | 2                   | 5 Airtel Boomerang | 1                     |                     |                     |  |                       |                     |                     |  |
|  | 4 Antena 3 Boomerang     | 2                   |                    |                       |                     |                     |  |                       |                     |                     |  |
|  | 5 Forum Ourense FS       | 0                   |                    |                       |                     |                     |  |                       |                     |                     |  |
|  | 5 Forum Ourense FS       | 0                   |                    |                       |                     |                     |  | 1 Playas de Castellón | 3                   |                     |  |
|  |                          |                     |                    |                       |                     |                     |  | 1 Playas de Castellón | 3                   |                     |  |
|  |                          |                     | 2 Valencia Vijusa  | 1                     |                     |                     |  |                       |                     |                     |  |
|  | 2 Valencia Vijusa        | 2                   | 2 Valencia Vijusa  | 1                     |                     |                     |  |                       |                     |                     |  |
|  | 2 Valencia Vijusa        | 2                   |                    |                       |                     |                     |  |                       |                     |                     |  |
|  | 7 Café Dry Fiat Torrejón | 1                   |                    |                       |                     |                     |  |                       |                     |                     |  |
|  | 7 Café Dry Fiat Torrejón | 1                   |                    | 2 Valencia Vijusa     | 2                   |                     |  |                       |                     |                     |  |
|  |                          |                     |                    | 2 Valencia Vijusa     | 2                   |                     |  |                       |                     |                     |  |
|  |                          |                     | 3 ElPozo Murcia    | 1                     |                     |                     |  |                       |                     |                     |  |
|  | 3 ElPozo Murcia          | 2                   | 3 ElPozo Murcia    | 1                     |                     |                     |  |                       |                     |                     |  |
|  | 3 ElPozo Murcia          | 2                   |                    |                       |                     |                     |  |                       |                     |                     |  |
|  | 6 Caja Segovia FS        | 1                   |                    |                       |                     |                     |  |                       |                     |                     |  |
|  | 6 Caja Segovia FS        | 1                   |                    |                       |                     |                     |  |                       |                     |                     |  |
|  |                          |                     |                    |                       |                     |                     |  |                       |                     |                     |  |

| Campeón de la Liga Nacional de Fútbol Sala |
| ------------------------------------------ |
| Playas de Castellón Segundo título         |

### Fase de permanencia
Al mejor de 3 partidos, tuvo lugar los días 12 de mayo, 19 de mayo y 26 de mayo.
| Foticos Zaragoza | 1 | - | 2 | MRA Ingeteam Navarra |
| FC Barcelona     | 2 | - | 0 | Café Candelas Lugo   |

Nota: FC Barcelona venció su segundo partido por incomparecencia del Café Candelas Lugo.

## Goleadores
| Puesto | Jugador        | Equipo                 | Goles |
| ------ | -------------- | ---------------------- | ----- |
| 1      | Paulo Roberto  | ElPozo Murcia          | 72    |
| 2      | Marcelo        | Industrias García      | 54    |
| 3      | Fran Espinosa  | Café Dry Fiat Torrejón | 52    |
| 4      | Javi Rodríguez | Playas de Castellón    | 44    |
| 5      | Javi Matía     | GMI Cartagena          | 42    |